# Cruz tau

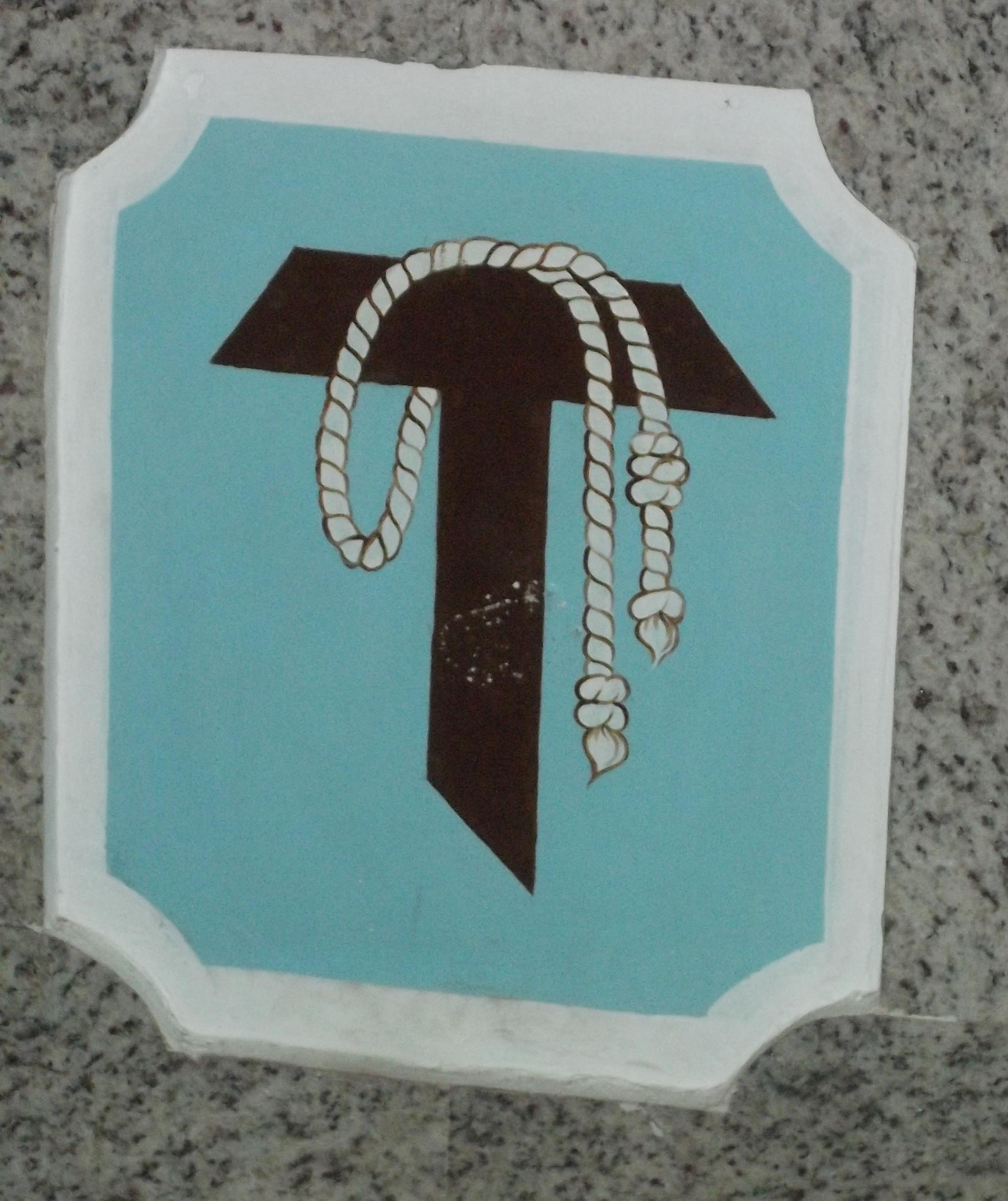
Cruz tau na Basílica de São Francisco das Chagas, em Canindé, Ceará.

Cruz tau, uma referência à letra grega tau, com a qual ela se parece, é uma forma de cruz cristã chamada também de cruz de Santo Antônio, cruz de São Francisco ou cruz egípcia.

## História
O formato da letra grega "tau" (τ) foi interpretada como um símbolo do crucifixo desde a Antiguidade. O estaurograma, da palavra grega ΣTAΥPOΣ ("cruz") era uma ligação entre as letras tau e rho utilizada para abreviar a palavra grega para cruz nos mais antigos manuscritos do Novo Testamento, como P66, P45 e P75. O tau era considerado também como um símbolo da salvação por causa da identificação da letra com o símbolo de Ezequiel 9:4, que era marcado na testa dos que estavam salvos ou por causa da similaridade do símbolo com a imagem de Moisés de braços abertos em Êxodo 17:11.
Santo Antônio do Egito levava uma cruz tau em seu manto. O símbolo é frequentemente utilizado para fazer referência aos franciscanos e a São Francisco de Assis, que a adotou como seu brasão pessoal depois de ouvir um discurso do papa Inocêncio III sobre ele. Atualmente, é utilizado como símbolo da Ordem dos Frades Menores.